# Josep Maria Pañella i Mora
Josep Maria Pañella i Mora (Barcelona, 12 d'abril de 1941 - Hospitalet de Llobregat, 3 de setembre de 2009) fou un sacerdot jesuïta, rector de la parròquia de Sant Pere Claver al Poble Sec i de la Mare de Déu de Bellvitge (l'Hospitalet de Llobregat).
Va dirigir la Casa de Colònies de Planoles, Pare Artigues durant molts anys, on portava de colònies un grup d'infants de la parròquia Sant Pere Claver cada estiu.